# Mont-Saint-Martin (Isère)
Mont-Saint-Martin település Franciaországban, Isère megyében. Lakosainak száma 93 fő (2022. január 1.). Mont-Saint-Martin Voreppe, Fontanil-Cornillon, Proveysieux és La Sure en Chartreuse községekkel határos.

## Népesség
A település népességének változása:
| Lakosok száma | 20   | 77   | 77   | 94   | 79   | 80   | 79   | 76   | 83   | 93   |
|               | 1968 | 1982 | 1990 | 2006 | 2013 | 2015 | 2017 | 2019 | 2020 | 2022 |